# Niall Reid-Stephen
Niall Reid-Stephen (ur. 8 września 2001 w Bridgetown) – barbadoski piłkarz grający na pozycji napastnika w klubie akademickim Florida Gulf Coast Eagles oraz reprezentacji Barbadosu. W swojej karierze grał także w barbadoskim klubie UWI Blackbirds oraz w amerykańskich klubach z niższych lig i drużynach akademickich takich jak: Chicago State Cougars, Appalachian FC i Asheville City SC. W drużynie narodowej zadebiutował 30 września 2018 w meczu z Saint Vincent i Grenadynami. Pierwszą bramkę zdobył 4 czerwca 2021 w starciu z Dominikaną.